# Cuaspud (kommun i Colombia)
Cuaspud är en kommun i Colombia.   Den ligger i departementet Nariño, i den sydvästra delen av landet, 600 km sydväst om huvudstaden Bogotá. Antalet invånare är 8 101. Arean är 52 kvadratkilometer.
Terrängen i Cuaspud är huvudsakligen kuperad, men den allra närmaste omgivningen är platt.